# NOFX
NOFX je punk rock sastav iz San Francisca, Kalifornija, osnovan 1983. godine.
Od osnivanja sastava u prvoj su postavi sastava pjevač/basist Fat Mike (Mike Burkett), bubnjar Erik Sandin, i gitarist Eric Melvin. Od 1991 (i nakon nekoliko promjena u postavi) drugu gitaru i trubu svira El Hefe (pravim imenom Aaron Abeyta). Muzika koju sviraju može se definirati kao mješavina punk rocka, skate punka, ska i mnogih drugih žanrova. U svojim pjesmama pretežito problematiziraju teme kao što su politika, društvo, razne supkulture, rasizam, muzička industrija i crkva. 
NOFX je izdao 10 studijskih long play albuma, 10 kratkih kompilacija, i puno 7" singlica. Do sada je prodano više od 6 milijuna njihovih ploča po cijelome svijetu. Oni su jedan od najuspješnijih nezavisnih sastava svih vremena.
Ime NOFX potječe od Bostonskog hardcore sastava Negative FX.

## Karijera
Prva snimka koju je NOFX izdao bio je demo iz 1983. kojega je producirao Don Bolles, bubnjar Germsa, album se nije prodao niti u jednom primjerku. 1985. Mystic Records je izdao njihovu prvu ploču NOFX (ploča), koja je 1992. re-izdana kao dio CD-a Maximum RocknRoll. Tokom godine dana Erik Sandina, koji je napustio sastav, zamijenjivao je Scott Sellers, a nakon njega došao je Scott Aldahl. Dave Allen je u sastavu bio 4 mjeseca. Stradao je u prometnoj nesreći. 1986. NOFX je izdao "So What if We're on Mystic!", 1987. Dave Casillas je preuzeo drugu gitaru i sudjelovao je u snimanju ploče The P.M.R.C. Can Suck on This, kojom su napadali PMRC-ov poziv za sponzorsvo muzike. Originalni cover tog CD-a bila je editirana slika sa "S&M-a", ali na ponovno izdanoj verziji promijenjen je u sliku Erica Melvina.

## Vanjske poveznice
- Službena stranica